# Varen (Zwitserland)
Varen is een gemeente en plaats in het Zwitserse kanton Wallis, en maakt deel uit van het district Leuk.
Varen telt 625 inwoners.